# Заринский сельсовет (Оренбургская область)
Заринский сельсовет — сельское поселение в Домбаровском районе Оренбургской области Российской Федерации.
Административный центр — село Богоявленка.

## История
9 марта 2005 года в соответствии с законом Оренбургской области № 1898/326-III-ОЗ образовано сельское поселение Заринский сельсовет, установлены границы муниципального образования.

## Население
| 2010 | 2012 | 2013 | 2014 | 2015 | 2016 | 2017 |
| ---- | ---- | ---- | ---- | ---- | ---- | ---- |
| 450  | ↘433 | ↘407 | ↘364 | ↘354 | ↗379 | ↘371 |
| 2018 | 2019 | 2020 | 2021 |      |      |      |
| →371 | ↘343 | ↘327 | ↘302 |      |      |      |

## Состав сельского поселения
| № | Населённый пункт | Тип населённого пункта       | Население |
| - | ---------------- | ---------------------------- | --------- |
| 1 | Богоявленка      | село, административный центр | 377       |
| 2 | Зарево           | село                         | 42        |
| 3 | Разведка         | станция                      | 31        |

### Упразднённые населённые пункты
Карабулак — упразднённый в 1999 году посёлок.